# Wursthülle

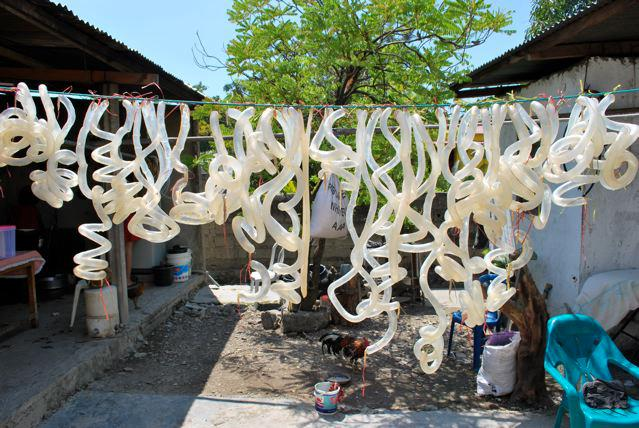
Trocknen von Därmen zur Chouriço-Produktion in Osttimor

Wursthüllen werden für die Herstellung von Wurst und einigen Fleischwaren benötigt.
Sie stammen zum Teil von Schlachttieren (natürliche Wursthüllen und Naturdärme), werden aber auch künstlich hergestellt (künstliche Wursthüllen und Kunstdärme).
Die Wursthülle erfüllt mehrere Aufgaben: Stabilisierung und Formgebung der Fleischmasse sowie deren Schutz vor äußeren Einflüssen. Für die Verwendung müssen sie hygienisch sauber (gereinigt, geruchlos und keimarm) sowie fettarm sein. Dazu kommt die komplett intakte äußere Schicht, um die Füllung vollständig zu umhüllen. Gleichzeitig muss sie atmungsaktiv sein, also für Feuchtigkeit und Rauch durchlässig.
Die Größe wird allgemein als Kaliber angegeben, wobei sich der Wert auf den Durchmesser in Millimeter bezieht. Bei Kunstdärmen wird als zweiter Wert die Länge des Erzeugnisses angegeben.

## Natürliche Wursthüllen
Bei der Schlachtung fallen natürliche Wursthüllen an. Sie werden durch die Bearbeitung von Därmen, Blasen, Mägen und Häuten gewonnen. Vor der Verwendung in der Wurstherstellung müssen sie jedoch intensiv bearbeitet werden. Dies erfolgt in Darmsortierbetrieben, auch Darmschleimereien genannt. Dort werden die Wursthüllen entfettet, entschleimt, gewässert, gesalzen und sortiert. Je nach Verwendung erfolgt auch noch ein Trocknungsprozess.
Vor der Wurstproduktion müssen diese Roherzeugnisse zugerichtet werden. Gesalzene Wursthüllen werden zwischen 30 Minuten und 12 Stunden in kaltem Wasser eingeweicht. Andere Hüllen, wie Butten, Kappen und Fettenden, werden gewendet, entfettet und abermals gewendet. Kranzdärme und Mitteldärme werden durch Aufblasen auf Fehlstellen geprüft.

### Wursthüllen vom Rind
Von einem Rind gewinnt man etwa 50–55 Meter Wursthülle
- Ösophagus – Rinderschlund ergibt 70 cm Wursthülle
- Dünndarm – Kranzdarm ergibt etwa 40 Meter Wursthülle
  - dieser wird bei der Herstellung von allen frischen Rohwurstsorten, Knoblauchbrühwurst und einigen Blut- und Leberwurstsorten verwendet
- Dickdarm
  - Blinddarm, Rinderbutte, auch Buttdarm, Plumpdarm, Bodensäckel genannt, ergibt etwa 1,5 bis 2 Meter Wursthülle
    - dieser wird für die Herstellung von Zungen- und Sülzwurst, Bierschinken, Mortadella und Pariser Lachsschinken verwendet

  - Grimmdarm
    - Nachende, Rinderbuttenspitze (gegenüber dem Blinddarm), ergibt etwa 0,45 Meter
    - Mitteldarm, auch Schlossdarm, Schnecke, Scheibendarm, Kreuzdarm genannt, ergibt 9 Meter Wursthülle
      - dieser wird für die Herstellung von Feiner Leberwurst, Jagdwurst, Teewurst und Salamivarianten verwendet

  - Mastdarm – Rinderfettende, auch Rinderschlacke genannt, ergibt etwa 75 cm Wursthülle
    - dieses wird für Gutsfleischwurst verwendet
- Harnblase – Rinderblase
  - wird für Bierwurst verwendet
- Kalbsbutte – wird für die Herstellung von Jagdwurst verwendet
- Kalbsblase – wird für die Herstellung von Salami, Jagd- und Bierwurst verwendet

### Wursthüllen vom Schwein
Von einem Schwein gewinnt man etwa 25 Meter Wursthülle.
- Dünndarm – Schweinedünndarm ergibt 18 bis 20 Meter Wursthülle
  - dieser wird für die Herstellung von Portionsbrühwurst, Knacker und Schinkenpolnische verwendet
- Blinddarm – Schweinekappe, auch Schweinebutte, ergibt 35 cm Wursthülle
  - wird für die Herstellung von Zungen- und Sülzwurst verwendet
- Grimmdarm – Schweinekrause, auch Saukrause oder Krausdarm, ergibt 2,5 bis 3 Meter Wursthülle
  - wird für die Herstellung von Blut- und Leberwurst verwendet
- Mastdarm – Schweinefettende ergibt 1 Meter Wursthülle
  - wird für die Herstellung von Leberwurst und Schlackwurst verwendet
- Harnblase – Schweineblase
  - wird für die Herstellung von Zungenwurst verwendet
- Magen
  - wird für die Herstellung von Blut- und Sülzwurst verwendet, siehe auch Schwartenmagen
- Bauchfell – Fetthaut ergibt eine geringere Menge als alle anderen außer Schweinekappe
  - wird für die Herstellung von Eichsfelder Feldgiekern verwendet

### Wursthüllen vom Schaf
- Dünndarm – Saitling ergibt 22 Meter Wursthülle
  - wird für die Herstellung von Portionsbrühwurst (Bockwurst, Wiener Würstchen) verwendet
- Blinddarm – Hammelbutte ergibt 1 Meter Wursthülle
  - wird für die Herstellung von Salami, Jagdwurst und Blutwurst verwendet
- Blase – wird für die Herstellung von Portionssalami verwendet

Die Angaben zur Wursthülle beziehen sich auf die gewinnbare Darmlänge.

## Künstliche Wursthüllen
Künstliche Wursthüllen werden speziell für die Verwendung bei den verschiedenen Wurstsorten (Brühwurst, Kochwurst, Rohwurst) hergestellt. Dabei unterscheidet man je nach Rohstoff und Beschaffenheit zwischen Hautfaser-, Zellulose, Pergament- und Seidengerüstwursthüllen.

### Hautfaserhüllen
Diese werden aus Naturin, Kutisin oder Elastin hergestellt, welche bei der Lederproduktion aus der Spaltschicht gewonnen werden. Sie kommen den natürlichen Wursthüllen in den Eigenschaften am nächsten – geruchlos, transparent, flexibel. Sie sind kochfest und nehmen Geschmack leicht an.

### Kollagenhüllen
Kollagene#Ernährung und Futterstoffe
werden zu essbaren Wursthüllen verarbeitet.

### Zellulosewursthüllen
Diese werden aus Zellulose/Zellstoff hergestellt.

### Pergamentwursthüllen (Pergamentdarm)
Diese werden aus fett- und wasserdichtem Pergamentpapier hergestellt. Sie eignen sich besonders für Kochwürste, da sie das Fett in der Wurst einschließen. Ihre Verwendung ist selten, da sie nur schwer von der Wurst zu trennen sind und die Schnittfähigkeit gering ist.

### Seidengerüstwursthüllen
Diese ist eine Kombination der Hautfaser- mit der Zellulosehülle. Durch die Eigenschaften eignet sie sich besonders für die Herstellung von Rohwürsten. Für die Herstellung wird ein weitmaschiges Netz aus Zellulose mit einer Hautfasermasse verbunden.

## Wurstnetze
Diese werden aus Kunststofffäden hergestellt und dienen als Sicherung bei der Lagerung von Wurstwaren. Die Reißfestigkeit verhindert die Beschädigung von hängenden Würsten, welche ansonsten durch das Eigengewicht zu reißen drohen.